# Elizabeth Landau

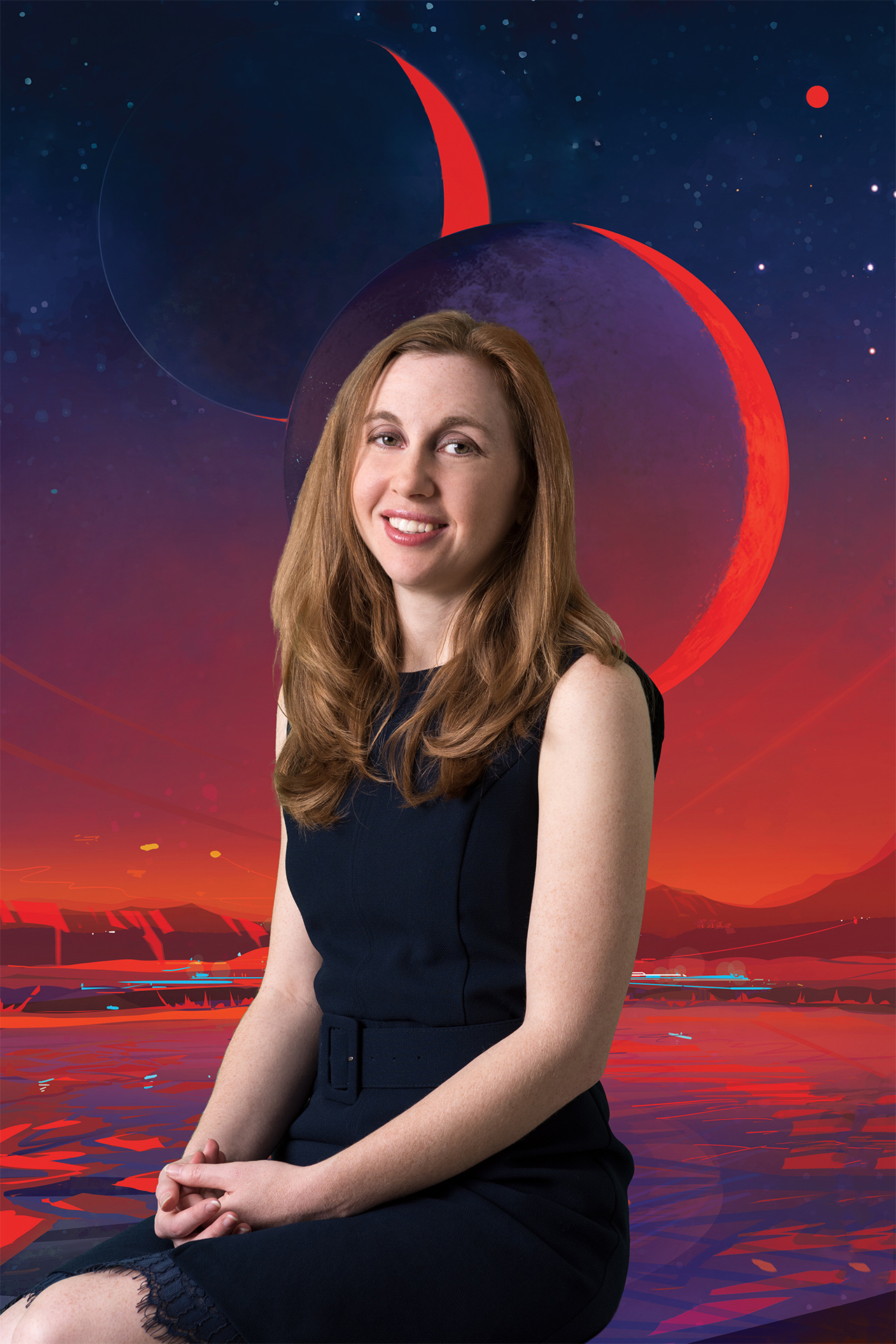
Elizabeth Landau beim NASA-Programm zur Erforschung von Exoplaneten (2017)

Elizabeth Rosa Landau ist eine US-amerikanische Wissenschaftsjournalistin. Sie ist eine leitende Kommunikationsspezialistin im NASA-Hauptquartier. Zuvor war sie Senior Storyteller am NASA Jet Propulsion Laboratory.

## Kindheit und Studium
Landau wuchs in Bryn Mawr (Pennsylvania) auf.
Sie erwarb 2006 einen Bachelor in Anthropologie an der Princeton University. Während ihres Studiums in Princeton absolvierte sie Auslandsstudien an der Universität Sevilla und der Universidad de León. Während ihres ersten Studienjahres in Princeton war sie Chefredakteurin von Innovation, dem wissenschaftlichen Studentenmagazin der Universität. Im Sommer 2004 absolvierte sie ein Praktikum bei CNN en Español in New York City. 2008 erwarb sie einen Master in Journalismus an der Columbia University, wo sie sich auf Politik konzentrierte.

## Karriere

### CNN
Landau begann 2007 als Werkstudentin für die CNN-Website zu schreiben und zu produzieren und kehrte 2008 in Vollzeit zurück. Hier war sie Mitbegründerin des CNN-Wissenschaftsblogs Light Years. Sie behandelte eine Vielzahl von Themen, darunter den Pi-Tag.

### NASA
Im Jahr 2012 interviewte sie Scott Maxwell über den Curiosity-Rover am Jet Propulsion Laboratory der NASA. Im Jahr 2014 wurde sie Spezialistin für Medienarbeit am NASA Jet Propulsion Laboratory, wo sie die Medienstrategie für die Dawn (Raumsonde), das Voyager-Programm, den Spitzer-Weltraumteleskop, NuSTAR, WISE, den Planck- und Herschel-Weltraumteleskop leitete.  Sie leitete die Kommunikation der NASA über das Exoplanetensystem Trappist-1 am 22. Februar 2017.  Im Januar 2018 wurde sie zum Senior Storyteller am Jet Propulsion Laboratory ernannt. Seit Februar 2020 ist sie Senior Communications Specialist in der NASA-Zentrale.

### Sonstige Arbeiten
Landau hat Artikel für Marie Claire, New Scientist, Nautilus, Scientific American, Vice und The Wall Street Journal geschrieben.
Landau interviewte die Astronomin Virginia Trimble für das Quanta Magazine im November 2019.